# Cryncus superciliosus
Cryncus superciliosus är en insektsart som först beskrevs av Sjöstedt 1909.  Cryncus superciliosus ingår i släktet Cryncus och familjen syrsor. Inga underarter finns listade i Catalogue of Life.